# Chandler Canterbury
Chandler Canterbury (ur. 15 grudnia 1998) – amerykański aktor filmowy.
Urodził się w Houston w Teksasie, gdzie obecnie mieszka. Rozpoczął swoją karierę w Hollywood w 2007 roku rolą w filmie Balls Out. Gary the Tennis Coach. Znany jest najbardziej z roli młodego Benjamina Buttona w melodramacie Davida Finchera Ciekawy przypadek Benjamina Buttona. W filmie występuje obok takich gwiazd jak Brad Pitt, czy Cate Blanchett. Wystąpił także w filmie Zapowiedź, gdzie grał Caleba, syna głównego bohatera, profesora Johna Koestlera (w tej roli Nicolas Cage). Pojawił się również w filmie Powder Blue u boku Jessiki Biel, Raya Liotty i Foresta Whitakera. Wystąpił też z Christiną Ricci i Liamem Neesonem w thrillerze After.Life oraz z Jude Lawem i Forestem Whitakerem w Repossession Mambo.
W 2008 roku otrzymał Nagrodę Młodych Artystów w kategorii  Najlepszy występ w serialu telewizyjnym – Gościnnie Występujący Młody Aktor. Dostał ją dzięki występowi w odcinku serialu sieci CBS – Zabójcze umysły.